# ヒマワリ -Growing Sunflower-
「ヒマワリ -Growing Sunflower-」（ヒマワリ グロウイング・サンフラワー）は、日本の女性歌手グループ、SPEEDの17枚目のシングル。

## 解説
- 「S.P.D.」以来約11ヶ月振りのシングル。
- 「DVD付」と「CDのみ」の2形態で発売された。
- 初回盤には2ndアルバム『RISE』に収録されている「Street Life」をリアレンジ・歌い直しした「My Street Life」を収録している。

## 収録曲

### CD
1. ヒマワリ -Growing Sunflower-
  - 作詞・作曲:伊秩弘将、編曲:THE FLIXX（塩川満己・松澤友和）
  - TBS系情報バラエティ番組『王様のブランチ』エンディングテーマ（2010年4 - 5月）。
  - サビの部分は向日葵をイメージした振り付けになっている。
  - 3月27日放送の上原多香子のラジオ番組『上原多香子のクローストゥユー』で初めてフルコーラスでオンエアされた。
2. Moonlight Honey
  - 作詞・作曲:伊秩弘将、編曲:SiZK
3. My Street Life ※
  - 作詞・作曲:伊秩弘将、編曲:栗本修
4. ヒマワリ -Growing Sunflower- (Instrumental)
5. Moonlight Honey (Instrumental)
6. My Street Life (Instrumental) ※

※ 初回盤のみ収録

### DVD
- ヒマワリ -Growing Sunflower-(Music Clip)
- music clip making
- カメラマン絵理子の「スタジオ探訪2」
- 番外編「フォトグラファー絵理子」
- カメラマン寛子「デビュー」

## 収録アルバム・DVD
- DVD
  - GLOWING SUNFLOWER SPEED LIVE 2010@大阪城ホール

## カタログ
- CD+DVD：AVCD-16202/B ￥1,800
- CDのみ：AVCD-16203 ￥1,050